# New York World-Telegram
Le New York World-Telegram, plus tard connu sous le nom de New York World-Telegram and Sun, était un journal de New York de 1931 à 1966.

## Histoire
Le World-Telegram fut créé en 1931, à la suite de la vente du New York World par les héritiers de Joseph Pulitzer à Scripps Howard, les propriétaires de l'Evening Telegram depuis 1927. (Le Telegram fut fondée en 1867 par James Gordon Bennett, Jr., éditeur de l’édition matinale du New York Herald.) Plus de 2 000 employés des éditions du matin, du soir et du dimanche éditions du World perdirent leur emploi lors de la fusion, bien que certains journalistes phares, comme Heywood Broun et Westbrook Pegler, furent conservés par le nouveau journal.
Le World-Telegram jouissait d'une réputation de journal libéral pendant quelques années après la fusion, basée sur les souvenirs de l’ancien propriétaire Pulitzer. Toutefois, sous la direction de Scripps Howard, la ligne éditoriale du journal glissa progressivement vers la droite, avant de devenir un bastion conservateur.
En 1950, le World-Telegram acquit les restes d'un autre journal de l'après-midi, le Sun, pour devenir le New York World-Telegram and Sun. (Le journaliste Abbott Joseph Liebling décrivit la partie « and Sun » du nouveau nom du journal comme « ressemblant à des plumes de la queue d'un canari sur le menton d'un chat ».)
Au début de 1966, une proposition visant à créer le premier accord d'exploitation conjoint de New York conduisit à la fusion du World-Telegram and Sun avec le Journal American de Hearst. L'intention était de produire une édition de l'après-midi commune, avec un journal du matin séparé devant être produit par le Herald Tribune. La dernière édition de la World-Telegram and Sun fut publiée le 23 avril 1966. Mais quand les grèves ont empêché l’accord d'exploitation conjoint de prendre effet, les journaux au lieu d’être unis en août 1966, devinrent l'éphémère New York World Journal Tribune, qui fut surnommé « The Widget ».
Le World-Journal-Tribune ne perdura que jusqu'au 5 mai 1967. Sa fermeture laissa la ville de New York avec trois quotidiens : le New York Times, le New York Post et le New York Daily News.

## Galerie

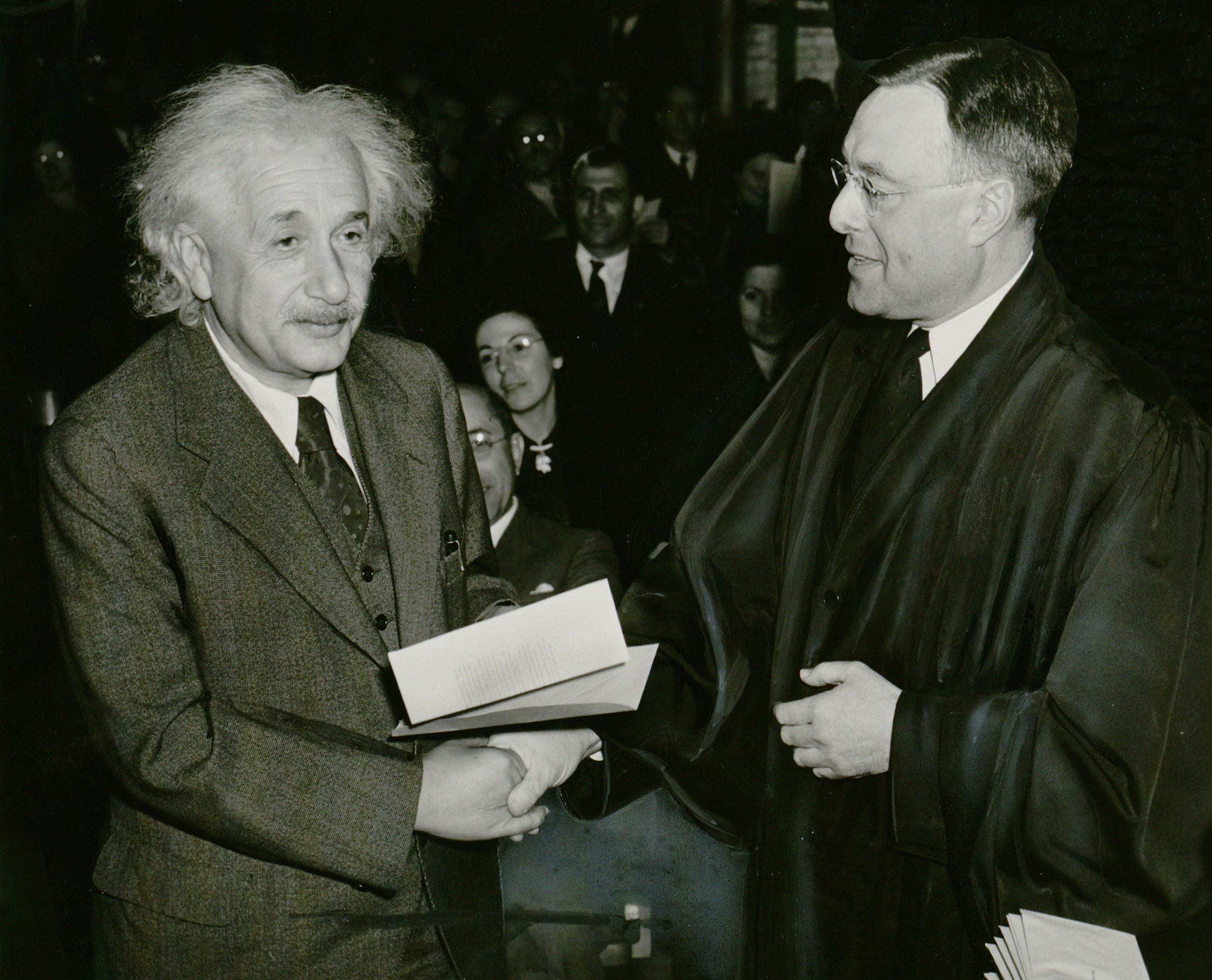
Photo du World-Telegram d'Albert Einstein recevant ses papiers de citoyen des États-Unis
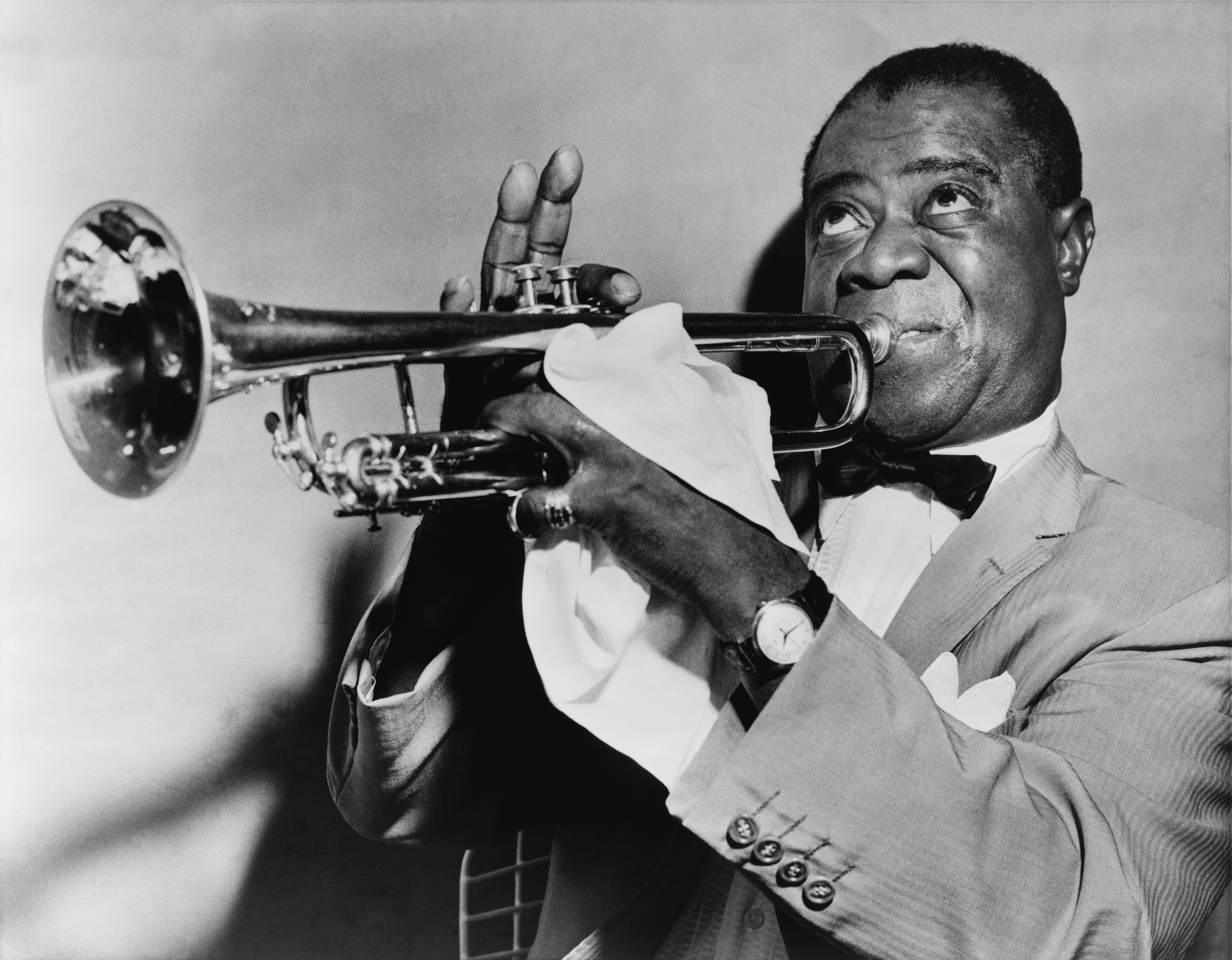
Photo du World-Telegram de Louis Armstrong
Marche sur Washington pour l'emploi et la liberté, Bayard Rustin (gauche) et Cleveland Robinson